# Bernard Deconinck
Bernard Deconinck (Lille, 26 de abril de 1936-Cavaillon, 14 de abril de 2020) fue un deportista francés que compitió en ciclismo en la modalidad de pista. Ganó una medalla de plata en el Campeonato Mundial de Ciclismo en Pista de 1959, en la prueba de medio fondo.

## Medallero internacional
| Campeonato Mundial | Campeonato Mundial       | Campeonato Mundial | Campeonato Mundial |
| Año                | Lugar                    | Medalla            | Competición        |
| ------------------ | ------------------------ | ------------------ | ------------------ |
| 1959               | Ámsterdam (Países Bajos) | Medalla de plata   | Medio fondo (A)    |